# Пабло Тіам
Пабло Тіам (нім. Pablo Thiam, нар. 3 січня 1974, Конакрі) — гвінейський футболіст, що грав на позиції півзахисника.
Виступав, зокрема, за клуби «Кельн», «Штутгарт» та «Вольфсбург», а також національну збірну Гвінеї.
Володар Міжконтинентального кубка. 

## Клубна кар'єра
Народився 3 січня 1974 року в місті Конакрі. Зростав у родині гвінейського дипломата, який працював у столиці ФРН Бонні. Тут почав займатися футболом в місцевій команді MSV Bonn, згодом перейшов до академії «Кельна».
У дорослому футболі дебютував 1994 року виступами за головну команду клубу «Кельн», в якій провів чотири сезони, взявши участь у 89 матчах чемпіонату. Більшість часу, проведеного у складі «Кельна», був основним гравцем команди.
Своєю грою за цю команду привернув увагу представників тренерського штабу клубу «Штутгарт», до складу якого приєднався 1998 року. Відіграв за штутгартський клуб наступні три сезони своєї ігрової кар'єри. Граючи у складі «Штутгарта» також здебільшого виходив на поле в основному складі команди.
Протягом 2001—2002 років захищав кольори команди клубу «Баварія».
У 2003 році перейшов до клубу «Вольфсбург», за який відіграв 5 сезонів. Тренерським штабом нового клубу також розглядався як гравець «основи». Завершив професійну кар'єру футболіста виступами за команду «Вольфсбург» у 2008 році.
Завершивши виступи, залишився у клубній системі «Вольфсбурга», працюючи на адміністративних посадах.

## Виступи за збірну
У 1996 року дебютував в офіційних матчах у складі національної збірної Гвінеї. Протягом кар'єри у національній команді, яка тривала 12 років, провів у формі головної команди країни 35 матчів, забивши 2 голи.
У складі збірної був учасником Кубка африканських націй 1994 року у Тунісі, Кубка африканських націй 1998 року у Буркіна-Фасо, Кубка африканських націй 2006 року в Єгипті.

## Титули і досягнення
- Володар Міжконтинентального кубка (1):

«Баварія»: 2001